# Patti Smith
Patricia Lee Smith (přechýleně Smithová; * 30. prosince 1946 Chicago) je americká zpěvačka, hudebnice, spisovatelka, textařka, básnířka,  malířka, a fotografka. Její debutové album Horses z roku 1975 z ní učinilo vlivnou členku punkrockového hnutí se sídlem v New Yorku. Patti Smith ve své tvorbě spojila rock a poezii. V roce 1978 její nejznámější píseň „Because the Night“, kterou napsala společně s Brucem Springsteenem, dosáhla 13. místa v žebříčku Billboard Hot 100 a pátého místa v britském žebříčku UK Singles Chart.
V roce 2005 byla Smith jmenována komandérkou Řádu umění a literatury (Ordre des Arts et des Lettres) francouzským ministerstvem kultury. V roce 2007 byla uvedena do Rock and Roll Hall of Fame. V listopadu 2010 získala Patti Smith National Book Award za své paměti Just Kids, napsané jako splnění slibu, který dala Robertu Mapplethorpovi, svému dlouholetému partnerovi a příteli. V žebříčku 100 největších umělců všech dob časopisu Rolling Stone zveřejněném v roce 2010 se umístila na 47. místě a v roce 2011 obdržela Polar Music Prize.

## Životopis

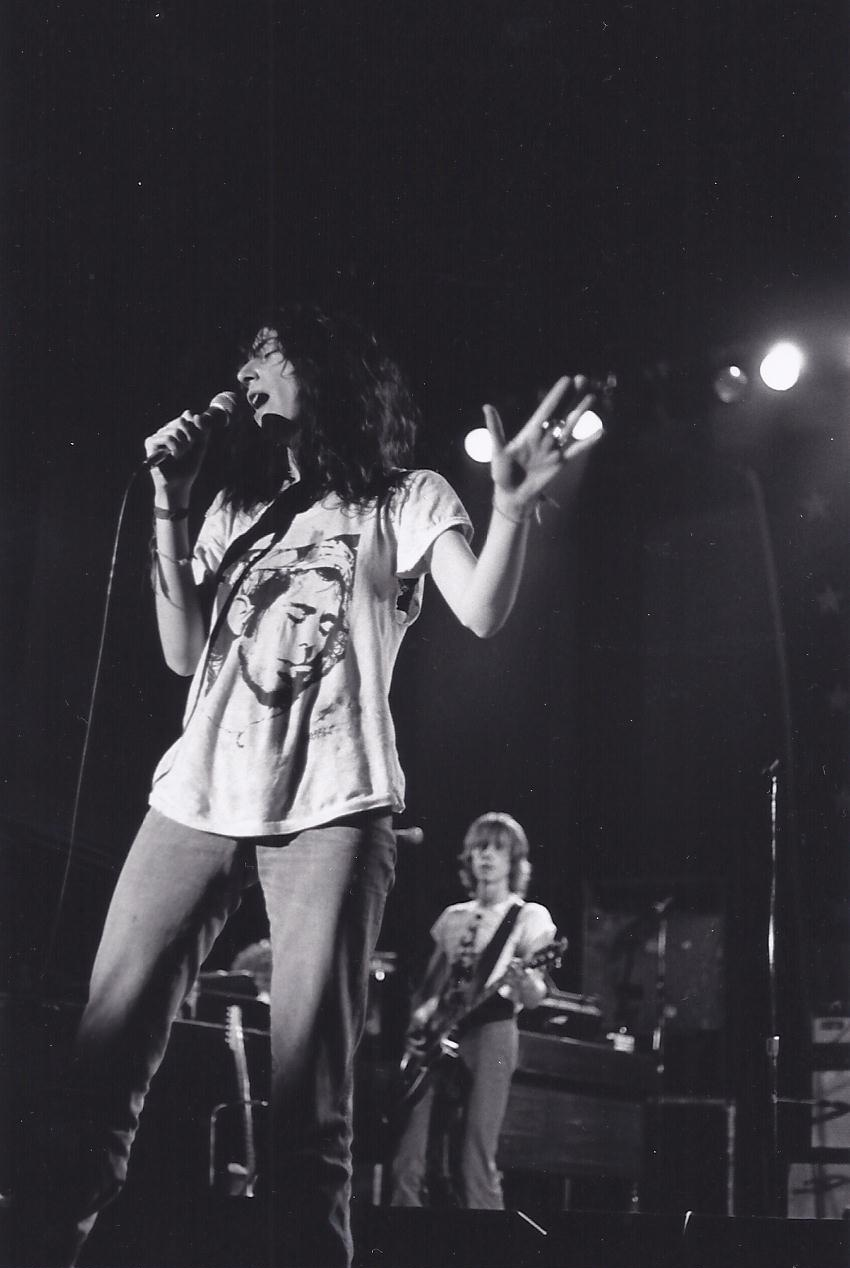
Smith při vystoupení na Cornellově univerzitě v roce 1978

Patti Smith se nejprve věnovala poezii, příležitostné novinářské práci a psaní dramat. Její básnické prvotiny jsou ovlivněny francouzskou poezií přelomu 19. a 20. století, především tzv. prokletými básníky a jejich pokračovateli (Arthur Rimbaud). V New Yorku se seznámila s fotografem Robertem Mapplethorpem, se kterým se přátelila až do jeho smrti v roce 1989. Mapplethorpe je rovněž autorem fotografií na obalech jejích alb Horses a Wave. Hudbou se začala zabývat až od roku 1971, kdy přechodně spolupracovala se skupinou Blue Öyster Cult, zpívat však začala až těsně před vznikem své skupiny Patti Smith Group (1974), ve složení Lenny Kaye (kytara), Richard Sohl (klávesy), český emigrant Ivan Král (kytara, baskytara) a Jay Dee Daugherty (bicí nástroje). Spolu s ní tento soubor nahrál v rozmezí let 1975–1979 nejslavnější tituly své produkce, kterými jsou Horses, Radio Ethiopia, Easter a Wave. První z nich bylo ještě do jisté míry reminiscencí na produkci newyorské „Factory“ kolem Andyho Warhola v 60. letech, především na tvorbu skupiny The Velvet Underground (album ostatně produkoval její člen John Cale). Další tři alba nesou již jednoznačně originální rukopis, který v sobě skrývá jak naléhavost punkového přístupu, tak specifickou jemnost a poetičnost. V tom lze spatřovat jedinečnost hlavní objevitelský přínos této zpěvačky, básnířky, hudebnice aktivistky v boji za lidská práva v jedné osobě. Dá se říci, že Patti Smith byla jedním z prvních trubadúrů punku a new wave, ovšem ve zcela jedinečném provedení.
Po rozpadu skupiny se Patti Smith na dlouhou dobu přestává hudbě věnovat a představuje se až v roce 1988 albem Dream of Life, jež má sice v sobě již popové prvky, ale na působivosti a nápaditosti mu to nijak neubírá. Od vydání tohoto alba se zpěvačka objevuje s velkými prodlevami s několika dalšími deskami. V mezidobí vyšla též kompilační alba, mapující jak produkci nejslavnějšího období umělkyně, tak jakýsi celoživotní průřez tvorbou. V současné době se Patti Smith opět věnuje především poezii.
V roce 1976, po vydání alba Horses, absolvovala společné turné s producentem nahrávky Johnem Calem. Dvojice spolu pracovala i při dalších příležitostech v následujících letech; Cale například hrál v jedné písně ze zpěvaččina alba Gone Again (1996). Zpěvačka rovněž jemu a ostatním členům skupiny The Velvet Underground předala ocenění v Rock and Roll Hall of Fame. Spolu s ním také nahrála píseň „Perfect Moon“, která vyšla na albu Nostalgia, sólové nahrávce Ivana Krále, který v sedmdesátých letech působil v její skupině. Dvojice spolu opět vystupovala v říjnu 2014 v prostorách Cartierovy nadace pro současné umění v Paříži.

## Diskografie

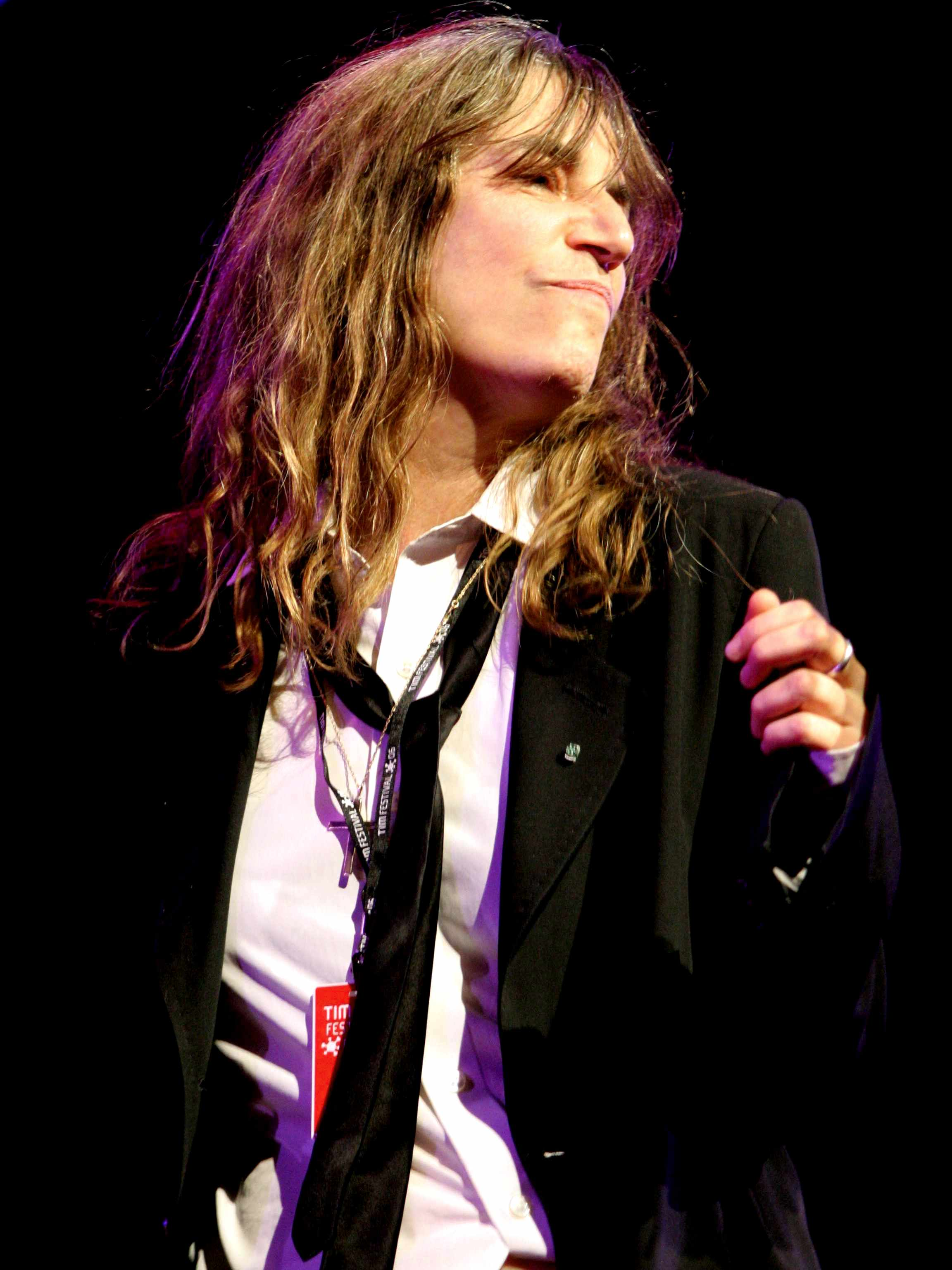
Patti Smith na koncertě v Rio de Janeiru

### Studiová alba
- Horses (1975)
- Radio Ethiopia (1976)
- Easter (1978)
- Wave (1979)
- Dream of Life (1988)
- Gone Again (1996)
- Peace and Noise (1997)
- Gung Ho (2000)
- Trampin' (2004)
- Twelve (2007)
- Banga (2012)

### Živá alba a EP
- Hey Joe / Radio Ethiopia (1977)
- Set Free (1978)
- Live aux Vieilles Charrues (2004)
- Horses/Horses (2005)

### Kompilace
- The Patti Smith Masters (1996)
- Land (1975–2002) (2002)
- Outside Society (2011)